# Se la strada potesse parlare (romanzo)
Se la strada potesse parlare (If Beale Street Could Talk) è un romanzo dello scrittore statunitense James Baldwin, pubblicato nel 1974.
Pubblicato nell'ultimo periodo della corrente del Black Arts Movement, è il primo romanzo di Baldwin incentrato su una relazione tra afroamericani e l'unico dei suoi libri con una narratrice donna.

## Trama
Tish è una diciannovenne afroamericana che vive ad Harlem e si innamora di Alonzo "Fonny" Hunt, uno scultore ventiduenne. I due sono amici d'infanzia e si sono innamorati nella tarda adolescenza. Poco dopo che Fonny ha chiesto a Tish di sposarlo, l'uomo viene accusato ingiustamente di aver stuprato una donna. Fonny viene arrestato e riceve una lunga condanna in carcere, mentre Tish scopre di essere incinta.

## Adattamenti cinematografici
Nel 2016 Robert Guédiguian ha diretto un libero adattamento del romanzo, intitolato Al posto del cuore e ambientato nella Marsiglia contemporanea.
Nel 2018 Barry Jenkins ha diretto un omonimo adattamento cinematografico del romanzo, candidato al Golden Globe per il miglior film drammatico.

## Edizioni
- Se la strada potesse parlare, trad. di Marina Valente, Milano, Rizzoli, 1979